# Elisabetta d'Assia (1502-1557)
Elisabetta d'Assia (Marburgo, 4 marzo 1502 – Smalcalda, 6 dicembre 1557), era per nascita una principessa d'Assia e per matrimonio principessa ereditaria di Sassonia.

## Biografia
Elisabetta era la figlia di Guglielmo II d'Assia, e della sua seconda moglie, Anna di Meclemburgo-Schwerin. La sua infanzia è stata segnata dalle lotte di sua madre contro la nobiltà dell'Assia. Dopo la morte del padre, nel 1509, in violazione delle istruzioni del suo testamento, formarono un consiglio di cinque membri, presieduto dall'amministratore Ludwig von Boyneburg di Lengsfeld. Questo Consiglio assunse il governo per conto del fratello di Elisabetta, Filippo I, e prese Anna e i suoi figli sotto la loro tutela.
Durante questo periodo Elisabetta visse con la madre a Gießen, mentre suo fratello rimase a Kassel sotto la supervisione di Boyneburg.
Elisabetta e sua madre dipendevano finanziariamente dal Consiglio, che li teneva a corto di denaro, un fatto che fu evidenziato nel 1512. La sorella di Anna, Caterina, aveva sposato Enrico IV di Sassonia, e Anna voleva presentare Elisabetta alla corte sassone. Quando Anna chiese del denaro per acquistare del damasco per un abito adatto alla corte sassone, la richiesta è stata respinta e la visita è stata quindi annullata.
Nel 1514 Anna riconquistò la reggenza dell'Assia. Le è stata restituita la tutela dei bambini, anche se per questioni di stato ha dovuto consultare un comitato consultivo. La famiglia si riunì e ha vissuto insieme a Kassel.

## Matrimonio
Il contratto di fidanzamento tra Elisabetta e Giovanni di Sassonia ebbe luogo l'8 marzo 1515, dopo che il Papa emise una dispensa poiché la coppia era imparentata in quarto grado. Nel 1516 Giovanni si recò a Marburgo, dove si tenevano le nozze, ma fu solo nel gennaio 1519 che Elisabetta iniziò a vivere stabilmente alla corte di Dresda. 
A Dresda ha costantemente combattuto per la sua indipendenza contro il duca Giorgio il Barbuto e i suoi funzionari di corte. Anche il marito non andava d'accordo con il padre prepotente. La coppia non ebbe figli e le pressioni a corte portarono Elisabetta a soffrire di insonnia cronica. Durante questo periodo ha mostrato le sue capacità diplomatiche, ristabilendo la pace tra suo fratello e la madre quando Anna ha voluto risposarsi contro le obiezioni di Filippo. Elisabetta mediò di nuovo quando c'era tensione tra i due riguardo a questioni di religione (sua madre era cattolica mentre suo fratello era favorevole al luteranesimo). Durante questo periodo, ha anche lavorato come infermiera per Maurizio di Sassonia.
Quando suo marito morì, Elisabetta si trasferì a Rochlitz, un distretto che aveva ricevuto come dote come vedova quando si sposò. La corte sassone, tuttavia, non le concesse il proprio budget, mettendola nella stessa situazione di sua madre. Riuscì a evitarlo, con l'aiuto di suo fratello. Ha ricevuto il distretto di Rochlitz (questo includeva la città di Rochlitz, il castello di Rochlitz, Mittweida e Geithain) e il distretto di Kriebstein (inclusi Waldheim e Hartha). Di conseguenza, venne chiamata con il nome "di Rochlitz".

## Morte
Elisabetta permise la dottrina luterana nel suo territorio dal 1537 in poi, mentre il resto della Sassonia, sotto il suocero, aderì ancora al cattolicesimo. Suo fratello le inviò il predicatore protestante Johann Schütz. In seguito ha agito come consigliere del duca Maurizio di Sassonia quando ereditò da suo padre. Nel 1540, smascherò la bigamia segreta di suo fratello Filippo. A Rochlitz, Elisabetta ha cresciuto Barbara, la figlia di suo fratello.
Dopo la sconfitta della Lega di Smalcalda, Elisabetta lasciò Rochlitz; suo fratello le donò la parte dell'Assia di Smalcalda. Quando suo fratello cadde in prigionia, sua moglie, Cristina di Sassonia si adoperò per farlo liberare. Durante questo periodo, Elisabetta era spesso a Kassel, al fine di supervisionare l'educazione dei figli di Filippo. Nel 1556 Elisabetta si ammalò gravemente, dopodiché suo fratello aprì la prima farmacia a Smalcalda. Morì lì il 6 dicembre 1557 e fu sepolta nella chiesa di Santa Elisabetta a Marburgo.

## Ascendenza
|                                   |                                   |                                       | Genitori                              |  |  | Nonni |  |  | Bisnonni            |  |  | Trisnonni          |  |
|                                   |                                   |                                       |                                       |  |  |       |  |  | Ludovico I di Assia |  |  | Ermanno II d'Assia |  |
|                                   |                                   |                                       |                                       |  |  |       |  |  | Ludovico I di Assia |  |  | Ermanno II d'Assia |  |
|                                   |                                   | Margherita di Hohenzollern-Norimberga |                                       |  |  |       |  |  | Ludovico I di Assia |  |  |                    |  |
| Luigi II d'Assia                  |                                   |                                       |                                       |  |  |       |  |  | Ludovico I di Assia |  |  |                    |  |
|                                   |                                   | Anna di Sassonia                      | Federico I di Sassonia                |  |  |       |  |  |                     |  |  |                    |  |
|                                   |                                   | Anna di Sassonia                      | Federico I di Sassonia                |  |  |       |  |  |                     |  |  |                    |  |
|                                   |                                   | Anna di Sassonia                      | Caterina di Brunswick-Lüneburg        |  |  |       |  |  |                     |  |  |                    |  |
| Guglielmo II d'Assia              |                                   | Anna di Sassonia                      |                                       |  |  |       |  |  |                     |  |  |                    |  |
|                                   |                                   | Ludovico I di Württemberg-Urach       | Eberardo IV di Württemberg            |  |  |       |  |  |                     |  |  |                    |  |
|                                   |                                   | Ludovico I di Württemberg-Urach       | Eberardo IV di Württemberg            |  |  |       |  |  |                     |  |  |                    |  |
|                                   |                                   | Ludovico I di Württemberg-Urach       | Enrichetta di Mömpelgard              |  |  |       |  |  |                     |  |  |                    |  |
| Matilde di Württemberg-Urach      |                                   | Ludovico I di Württemberg-Urach       |                                       |  |  |       |  |  |                     |  |  |                    |  |
|                                   |                                   | Matilde del Palatinato                | Ludovico III del Palatinato           |  |  |       |  |  |                     |  |  |                    |  |
|                                   |                                   | Matilde del Palatinato                | Ludovico III del Palatinato           |  |  |       |  |  |                     |  |  |                    |  |
|                                   |                                   | Matilde del Palatinato                | Matilde di Savoia                     |  |  |       |  |  |                     |  |  |                    |  |
| Elisabetta d'Assia                |                                   | Matilde del Palatinato                |                                       |  |  |       |  |  |                     |  |  |                    |  |
|                                   | Enrico IV di Meclemburgo-Schwerin | Giovanni IV di Meclemburgo-Schwerin   |                                       |  |  |       |  |  |                     |  |  |                    |  |
|                                   | Enrico IV di Meclemburgo-Schwerin | Giovanni IV di Meclemburgo-Schwerin   |                                       |  |  |       |  |  |                     |  |  |                    |  |
|                                   | Enrico IV di Meclemburgo-Schwerin | Caterina di Sassonia-Lauenburg        |                                       |  |  |       |  |  |                     |  |  |                    |  |
| Magnus II di Meclemburgo-Schwerin | Enrico IV di Meclemburgo-Schwerin |                                       |                                       |  |  |       |  |  |                     |  |  |                    |  |
|                                   |                                   | Dorotea di Brandeburgo                | Federico I di Brandeburgo             |  |  |       |  |  |                     |  |  |                    |  |
|                                   |                                   | Dorotea di Brandeburgo                | Federico I di Brandeburgo             |  |  |       |  |  |                     |  |  |                    |  |
|                                   |                                   | Dorotea di Brandeburgo                | Elisabetta di Baviera-Landshut        |  |  |       |  |  |                     |  |  |                    |  |
| Anna di Meclemburgo-Schwerin      |                                   | Dorotea di Brandeburgo                |                                       |  |  |       |  |  |                     |  |  |                    |  |
|                                   |                                   | Eric II di Pomerania-Wolgast          | Wartislaw IX di Pomerania-Wolgast     |  |  |       |  |  |                     |  |  |                    |  |
|                                   |                                   | Eric II di Pomerania-Wolgast          | Wartislaw IX di Pomerania-Wolgast     |  |  |       |  |  |                     |  |  |                    |  |
|                                   |                                   | Eric II di Pomerania-Wolgast          | Sofia di Sassonia-Lauenburg-Ratzeburg |  |  |       |  |  |                     |  |  |                    |  |
| Sofia di Pomerania-Wolgast        |                                   | Eric II di Pomerania-Wolgast          |                                       |  |  |       |  |  |                     |  |  |                    |  |
|                                   |                                   | Sofia di Pomerania-Stolp              | Bogislaw IX di Pomerania-Stolp        |  |  |       |  |  |                     |  |  |                    |  |
|                                   |                                   | Sofia di Pomerania-Stolp              | Bogislaw IX di Pomerania-Stolp        |  |  |       |  |  |                     |  |  |                    |  |
|                                   |                                   | Sofia di Pomerania-Stolp              | Maria di Masovia                      |  |  |       |  |  |                     |  |  |                    |  |
|                                   |                                   | Sofia di Pomerania-Stolp              |                                       |  |  |       |  |  |                     |  |  |                    |  |